# Richard Stone
John Richard Nicholas Stone (Londres, Reino Unido, 30 de agosto de 1913 - Cambridge, Reino Unido, 6 de diciembre de 1991) fue un economista británico.
Fue laureado con el Premio del Banco de Suecia en Ciencias Económicas en memoria de Alfred Nobel en 1984 por su contribución al desarrollo del sistema de contabilidad nacional.

## Trayectoria
Stone fue discípulo de Hermann Kahn, John Maurice Clark y John Maynard Keynes y compañero de James Meade en el Servicio Central de Información Económica durante la II Guerra Mundial. Fue encargado de mantener conversaciones, en representación del gobierno británico, en torno a la creación de un sistema internacional de contabilidad nacional. A lo largo de su vida compatibilizó la docencia con el ejercicio de misiones para la Organización para la Cooperación y el Desarrollo Económico y para la Organización de las Naciones Unidas. Los modelos de contabilidad nacional fueron introducidos por inspiración de Keynes. Stone y Meade sistematizaron el uso de un volumen creciente de información estadística en un sistema organizado, que Stone refinó hasta convertirlo en la base del moderno análisis macroeconómico. Inventó un esquema de doble entrada, extensión del sistema de partida doble empresarial, en un modelo económico con cuatro agentes agregados: las familias, las empresas, el sector público y el sector exterior. El sistema creado por Stone ha permitido su uso por países y corrientes de pensamiento muy diversas. 
Fue profesor de la Universidad de Cambridge y de la Universidad Johns Hopkins. Entre sus principales obras destacan: "Renta nacional, contabilidad nacional y modelos económicos" (en colaboración con Meade, 1944), "La función de las medidas en economía" (1951) e "Input-output en las cuentas nacionales" (1961).
- Datos: Q219733